# Simmingferner

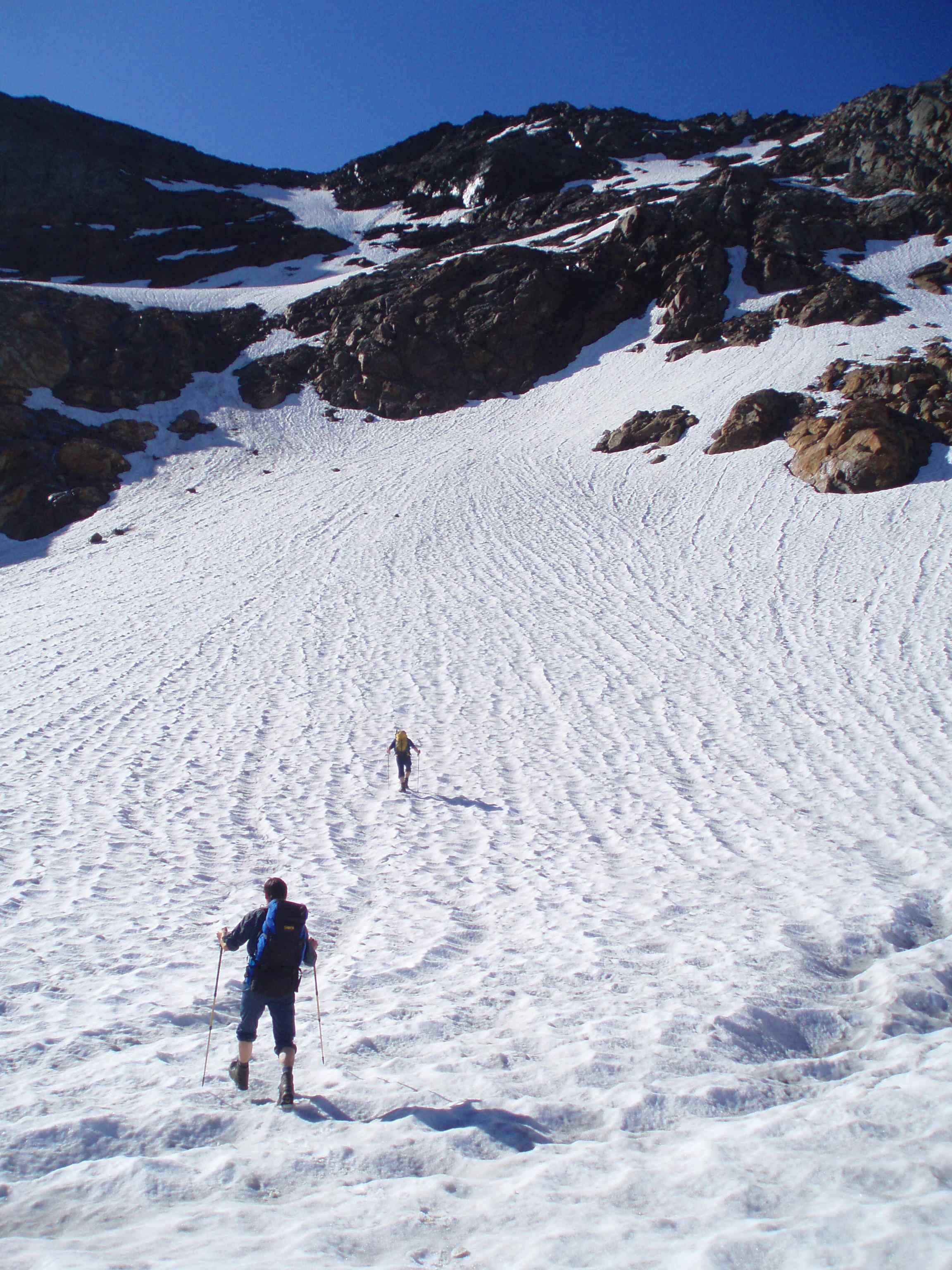
Auf dem Simmingferner

Der Simmingferner ist ein Gletscher in den Stubaier Alpen in Tirol, Österreich. 
Er erstreckt sich nördlich des Alpenhauptkammes am Ende des Gschnitztals, südlich der Simmingalm und der Bremer Hütte und liegt im Norden und Nordosten der 3178 Meter hohen Schneespitze. 
Der Gletscher besteht inzwischen aus mehreren voneinander isolierten Eisfeldern (Toteis) und stellt keine geschlossene Eisfläche mehr dar. 
Über das nordwestlich des Gletschers gelegene Simmingjöchl führt der Stubaier Höhenweg zwischen Bremer Hütte und Nürnberger Hütte.